# 成田市立八生小学校
成田市立八生小学校（なりたしりつ はぶしょうがっこう）は、千葉県成田市松崎にある公立小学校。

## 概要
八生小学校の学区は、成田市 街の中心より北西へ約３km離れた松崎・上福田地区の台地とその台地を取り巻くように開けた大竹・宝田・下福田地区の平地地帯から成っている。空港関連事業の増加に伴い、成田ニュータウン等の学区隣接地域の変貌は著しいが、本学区内は、豊かな自然が数多く残されている。

## 沿革
- 1873年（明治6年） - 西ノ岳（押畑）・松崎学校開校[2]。
- 1874年（明治7年） - 大竹･宝田学校開校[2]。
- 1885年（明治18年）4月 - 松崎･大竹･宝田学校を統合し、日新小学校と改称[2]。
- 1887年（明治20年） - 押畑学校を朝陽小学校と改称[2]。
- 1893年（明治26年） - 日新小学校が高等科を併置し、日新尋常高等小学校となる[2]。
- 1906年（明治39年） - 日新の高等科が独立して八生高等小学校となる（1908年廃止）[2]。
- 1914年（大正3年）4月 - 日新小学校と朝陽小学校を併合し、八生尋常小学校と改称（押畑に分教場が置かれたが、まもなく廃止）[2]。
- 1923年（大正12年） - 八生村図書館を併設[2]。
- 1941年（昭和16年）4月 - 八生国民学校と改称。
- 1945年（昭和20年）2月 - 米軍戦闘機の墜落により校舎が全焼[注釈 1][2]。
- 1947年（昭和22年）4月 - 八生村立八生小学校と改称[2]。
- 1948年（昭和23年）4月 - 校舎が再建される[2]。
- 1954年（昭和29年）3月 - 町村合併により成田市立八生小学校と改称。

## 学区
松崎、大竹、上福田、下福田、宝田

## 進学
- 成田市立玉造中学校
  - 松崎、大竹、上福田、下福田
- 成田市立成田中学校
  - 宝田[4]